# Victor Alexander Charles Warot
Victor Alexander Charles Warot, sovint citat només com a Charles Warot (Duinkerke, França, 14 de novembre de 1804 - Brussel·les, 29 de juny de 1836) fou un compositor belga nascut a França.
Fou alumne de Fridzeri a Anvers, el 1829 feu representar l'òpera L'aveugle de Clarens, deixant-ne quatre sense acabar. A més, deixà tres Misses, un Rèquiem i altres composicions religioses, així com una cantata. Durant algun temps fou segon director d'orquestra del teatre de la Moneda de Brussel·les.
Els seus germans Victor i Constant també foren músics i compositors.